# Alejandro Bedoya
Alejandro Bedoya (29 de abril de 1987; Englewood (Nueva Jersey), Estados Unidos) es un futbolista estadounidense de origen colombiano. Juega como mediocampista y su equipo actual es el Philadelphia Union de la Major League Soccer. Fue internacional absoluto con la selección de Estados Unidos entre 2010 y 2017.

## Vida personal
Bedoya nació en Englewood, Estados Unidos, de padres colombianos, y fue criado en Parkland, Florida. Tanto su padre, Adriano Bedoya, como su abuelo Fabio Duque fueron jugadores de fútbol profesionales en Colombia. Su hermano, Santiago Bedoya, jugó para la Northeastern University y fue fichado por los Vancouver Whitecaps en el draft suplementario de la MLS en 2011.

## Trayectoria

### Juvenil y amateur
Bedoya se graduó de la Secundaria Marjory Stoneman Douglas de Parkland en 2005, donde ayudó a su equipo a coronarse campeón estatal de Florida en 2005, además de ser nombrado jugador del año.
Bedoya jugó al fútbol universitario para el Boston College y Farleigh Dickinson University, siendo nominado en dos ocasiones para el Hermann Trophy.

### Örebro
Mientras que muchos jugadores universitarios de último año entran al Draft de la MLS, Bedoya decidió explorar sus opciones en el exterior. A finales del año 2008, firmó contrato con el club sueco Örebro y se incorporó al mismo el 7 de enero de 2009. Debutó el 6 de abril, entrando como reemplazo de Nordin Gerzic en el minuto 73. Anotó su primer gol con el Örebro dándole la ventaja 1-0 sobre el Halmstads BK en la Copa de Suecia. A lo largo de la temporada, Bedoya trabajó para convertirse en titular, hasta que finalmente se convirtió en una pieza fundamental en la formación 4-3-3 en el medicampo del Örebro. En febrero de 2011 Bedoya viajó a Inglaterra a un periodo de prueba con el Birmingham City, pero no fue fichado.

### Rangers
El 21 de julio de 2011, se anunció que Bedoya había llegado a un acuerdo para unirse al Rangers, una vez obtenido el permiso de trabajo,  con la intención de unirse al club en enero de 2012, una vez que la temporada del fútbol sueco hubiera terminado. Sin embargo, Rangers y Örebro llegaron a un acuerdo monetario el 17 de agosto de 2011, permitiéndole unirse al Rangers de inmediato.
Bedoya hizo su debut entrando como suplente en un partido de la Liga Premier Escocesa contra el Aberdeen el 28 de agosto de 2011. El 2 de mayo de 2012 anotó su primer gol con los Gers, entrando como suplente en el segundo tiempo y anotando el quinto gol de su equipo en la victoria 5-0 contra el Dundee United.

### Helsingborgs
Luego de los problemas que surgieron con el Rangers en mayo de 2012, Bedoya dejó el club al inicio de la temporada siguiente para unirse al Helsingborgs IF de la Allsvenskan de Suecia el 10 de agosto de 2012. En su debut oficial con el club, Bedoya anotó el único gol de su equipo en la derrota 1-2 ante el IF Elfsborg el 18 de agosto de 2012. Bedoya debutó con el Helsingborgs en competiciones europeas el 21 de agosto de 2012 en la derrota 0-2 ante el Celtic de Escocia en la fase preliminar de la Liga de Campeones 2012-13.
El 31 de julio de 2013, Bedoya anunció oficialmente que no renovaría su contrato con el Helsingborgs y que se estaría incorporando a un nuevo club en los siguientes días.

### FC Nantes
El 8 de agosto de 2013, luego de que Bedoya confirmara que no regresaría con el Helsingborgs, se anunció que el estadounidense se uniría al FC Nantes de la Ligue 1 francesa por tres años.
Bedoya debutó en la liga francesa el 18 de agosto de 2013, ingresando en el segundo tiempo en un partido frente al Lorient. Anotó su primer gol con el club en la victoria 1-0 sobre el AC Ajaccio el 19 de octubre, cuando anotó el único del partido a tres minutos del final para extender la racha ganadora del Nantes a cuatro partidos consecutivos.
Bedoya inició la temporada 2014-15 de la Lige 1 como titular, jugando los 90 minutos en la victoria 1-0 sobre el Lens como local. El 6 de diciembre de 2014 anotó su primer gol de la temporada en la derrota 1-2 frente al París Saint-Germain. Extendió su contrato con el club francés por cuatro años más el 2 de febrero de 2015.

### Philadelphia Union
El 3 de agosto de 2016, Bedoya dejó el Nantes para fichar por el Philadelphia Union de la Major League Soccer de su país, firmando un contrato por tres años y medio.

## Selección nacional
Bedoya fue parte de la selección sub-23 de Estados Unidos en preparación para los Juegos Olímpicos de 2008, pero finalmente no fue incluido en la nómina final que viajó a China.

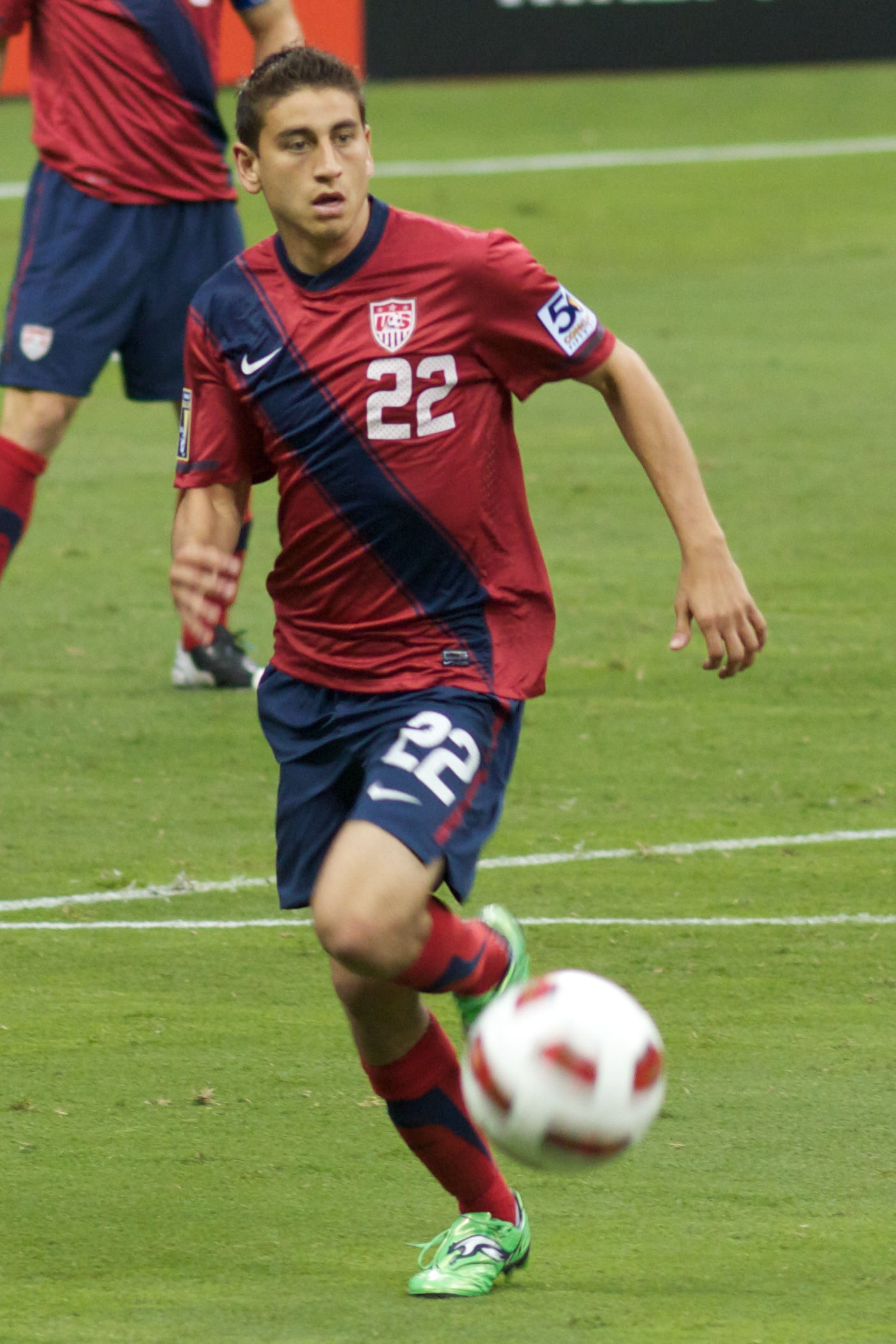
Bedoya jugando con la selección estadounidense en 2011

El 22 de diciembre de 2009, Bedoya recibió su primera convocatoria para entrenar con el equipo mayor. El entrenamiento empezó el 4 de enero de 2010 en Carson, California, en preparación para un partido amistoso contra Honduras el 23 de enero. Bedoya debutó ingresando en el minuto 61, cuando Estados Unidos estaba cayendo 3-0 y jugando con diez hombres. Bedoya fue nombrado en la lista preliminar de 30 jugadores para la Copa del Mundo de 2010, y jugó contra la República Checa en un partido amistoso de preparación, pero no fue incluido en la lista final de 23 jugadores. Jugó su primer partido como titular en un amistoso contra Brasil en agosto de 2010.
Bedoya formó parte del equipo que participó en la Copa de Oro de la CONCACAF 2011, luego de que Benny Feilhaber no pudo asistir debido a que sufrió una lesión de último momento jugando para el New England Revolution de la MLS. Volvió a ser convocado en enero de 2013 para jugar un partido amistoso frente Canadá. El 31 de mayo de 2013 fue incluido en la lista preliminar de 35 jugadores que participarían de la Copa de Oro de la Concacaf de ese año, y un mes después, el 27 de junio, se confirmó su inclusión en la lista definitiva de 23 jugadores.
Bedoya anotó su primer gol internacional en un partido amistoso frente Guatemala el 5 de julio de 2013, sellando el partido con el 6-0 definitivo. Semanas después, en el partido de las semifinales de la Copa Oro ante Honduras, asistió en los dos goles de Landon Donovan que le dieron la victoria final a los estadounidenses 3-1 y el pase a la final. En la final del torneo ante Panamá, Bedoya entregó la asistencia para el único gol del partido que posteriormente le daría el título a los Estados Unidos.
El 12 de mayo de 2014, el entrenador de la selección estadounidense Jürgen Klinsmann incluyó a Bedoya en la lista provisional de 30 jugadores de la selección estadounidense con miras a la Copa Mundial de Fútbol de 2014. Finalmente, fue incluido en la lista definitiva de 23 jugadores el 22 de mayo.
Gracias a sus actuaciones tanto con la selección nacional como con su club en la Ligue 1, Bedoya fue uno de los seis nominados al premio al Futbolista del Año en Estados Unidos en noviembre de 2014.

### Participaciones en Copas del Mundo
| Mundial                        | Sede   | Resultado        |
| ------------------------------ | ------ | ---------------- |
| Copa Mundial de Fútbol de 2014 | Brasil | Octavos de final |

### Participaciones en Copas de Oro
| Mundial                         | Sede           | Resultado    |
| ------------------------------- | -------------- | ------------ |
| Copa de Oro de la Concacaf 2011 | Estados Unidos | Subcampeón   |
| Copa de Oro de la Concacaf 2013 | Estados Unidos | Campeón      |
| Copa de Oro de la Concacaf 2015 | Estados Unidos | Cuarto lugar |

### Participaciones en la Copa América
| Copa                           | Sede           | Resultado    |
| ------------------------------ | -------------- | ------------ |
| Copa América Centenario (2016) | Estados Unidos | Cuarto lugar |

### Goles internacionales
| #   | Fecha                   | Lugar                                  | Rival           | Gol   | Resultado | Competición |
| --- | ----------------------- | -------------------------------------- | --------------- | ----- | --------- | ----------- |
| 01. | 5 de julio de 2013      | Estadio Qualcomm, San Diego, EUA       | Guatemala       | 6 – 0 | 6 – 0     | Amistoso    |
| 02. | 3 de septiembre de 2014 | Generali Arena, Praga, República Checa | República Checa | 1 – 0 | 1 – 0     | Amistoso    |

## Estadísticas
Actualizado el 9 de marzo de 2020.
| Örebro SK · Suecia |               |               |     |    |    |   |   |    |     |    |
| 1.ª | 2009          | 25            | 3   | 3  | 1  | - | - | 28 | 4   |    |
| 1.ª | 2010          | 26            | 2   | 2  | 0  | - | - | 28 | 2   |    |
| 1.ª | 2011          | 14            | 4   | 2  | 0  | 0 | 0 | 16 | 4   |    |
| Total club | Total club    | 65            | 9   | 7  | 1  | - | - | 72 | 10  |    |
| Rangers FC Escocia | 1.ª           | 2011/12       | 12  | 1  | 1  | 0 | - | -  | 13  | 1  |
| Rangers FC Escocia | Total club    | Total club    | 12  | 1  | 1  | 0 | 0 | 0  | 13  | 1  |
| Helsingborgs IF · Suecia | 1.ª           | 2012          | 9   | 1  | -  | - | 8 | 2  | 17  | 3  |
| Helsingborgs IF · Suecia | 1.ª           | 2013          | 12  | 5  | 3  | 2 | - | -  | 15  | 7  |
| Helsingborgs IF · Suecia | Total club    | Total club    | 21  | 6  | 3  | 2 | 8 | 2  | 32  | 10 |
| FC Nantes Francia | 1.ª           | 2013/14       | 31  | 5  | 1  | 1 | - | -  | 32  | 6  |
| FC Nantes Francia | 1.ª           | 2014/15       | 28  | 3  | 5  | 0 | - | -  | 33  | 3  |
| FC Nantes Francia | 1.ª           | 2015/16       | 28  | 3  | 3  | 2 | - | -  | 31  | 5  |
| FC Nantes Francia | Total club    | Total club    | 87  | 11 | 9  | 3 | - | -  | 96  | 14 |
| Philadelphia Union Estados Unidos | 1.ª           | 2016          | 11  | 2  | -  | - | - | -  | 11  | 2  |
| Philadelphia Union Estados Unidos | 1.ª           | 2017          | 28  | 2  | -  | - | - | -  | 28  | 2  |
| Philadelphia Union Estados Unidos | 1.ª           | 2018          | 34  | 3  | 4  | 1 | - | -  | 38  | 4  |
| Philadelphia Union Estados Unidos | 1.ª           | 2019          | 34  | 5  | 1  | 0 | - | -  | 35  | 5  |
| Philadelphia Union Estados Unidos | 1.ª           | 2020          | 2   | 0  | -  | - | - | -  | 2   | 0  |
| Philadelphia Union Estados Unidos | Total club    | Total club    | 109 | 12 | 5  | 1 | 0 | 0  | 114 | 13 |
| Total carrera | Total carrera | Total carrera | 294 | 39 | 25 | 7 | 8 | 2  | 327 | 48 |
| (1)Incluye datos de la Copa de Suecia (2009, 2010, 2011); Copa de Escocia (2011/12); Copa de la Liga de Francia (2013/14, 2014/15); Copa de Francia (2014/15, 2015/16). US Open Cup (2018, 2019) (2)Incluye datos de la Liga de Campeones de la UEFA (2012); UEFA Europa League (2012) |               |               |     |    |    |   |   |    |     |    |